# Евфимий (Шервашидзе)
Митрополит Евфимий (Шервашидзе) (в дореволюционных русских источниках: митрополит Генатели; груз. მიტროპოლიტი ევფიმი (შერვაშიძე); 1746, Эркети — 	21 апреля (3 мая) 1822, Александро-Свирский монастырь) — грузинский богословский деятель, митрополит Гелатский (Гаенатский) в 1776—1820 гг., сначала в юрисдикции Абхазского католикосата, а с 1814 года — в юрисдикции Грузинского экзархата Русской православной церкви; святой Грузинской православной церкви.

## Биография
Родился в 1746 году в семье гурийского эристава Христофора Шервашидзе в селе Эркети. Его дядей был митрополит Джуматский Максим III, духовным наставником — абхазский католикос-патриарх Иосиф (Багратиони).
В грамоте 1767 года он упомянут как митрополит Джуматский.
Был сторонником объединения Грузии. Вместе с митрополитом Кутаисским Досифеем (Церетели) возглавлял делегацию, отправленную в 1789 году царём Соломоном II в Картли-Кахетию к царю Ираклию II с предложением об объединении царств; переговоры однако не имели успеха.
Много жертвовал и активно занимался церковным строительством. В грамоте от 7 апреля 1787 года указано, что он восстановил храм Св. Николая в Гелатском монастыре и даровал храму крестьян; в 1790 году он пожертвовал Георгиевской церкви в селе Гамочинебули крепостных крестьян, приобретённых им на собственные средства в вотчинах грузинских эриставов; в 1804 году передал в дар Гелатскому монастырю село Бослеви; на собственные средства построил в селе Мухакруа церковь и пожертвовал ей крепостных крестьян.
С 30 августа 1814 года — в юрисдикции Грузинского экзархата Русской православной церкви.
В 1819 году возглавил вместе с Досифеем (Церетели) возглавил «церковное восстание» против реформ Феофилакта (Русанова); в ночь на 4 марта 1820 года был арестован и вместе с архимандритом Григорием (Цкитишвили) был доставлен в Новгород. Затем по распоряжению императора Александра I они были переведены в Санкт-Петербург, откуда за казённый счёт были размещены в Александро-Свирском монастыре.
Скончался 21 апреля (3 мая) 1822 года и был похоронен в алтаре храма монастыря.
Летом 2001 года мощи Евфимия были перенесены в грузинский храм в честь Шестоковской иконы Божией Матери в Санкт-Петербурге; 1 апреля 2005 года их привезли в Тбилиси и были помещены в патриаршем кафедральном соборе Самеба и 8 апреля перевезены в Гелатский монастырь, где и были упокоены на следующий день в Рождество-Богородицком храме справа от иконостаса.
Синодом Грузинской православной церкви 27 мая 2005 года он был причислен к лику святых как священномученик (память 21 апреля).